# Tsuu T'ina

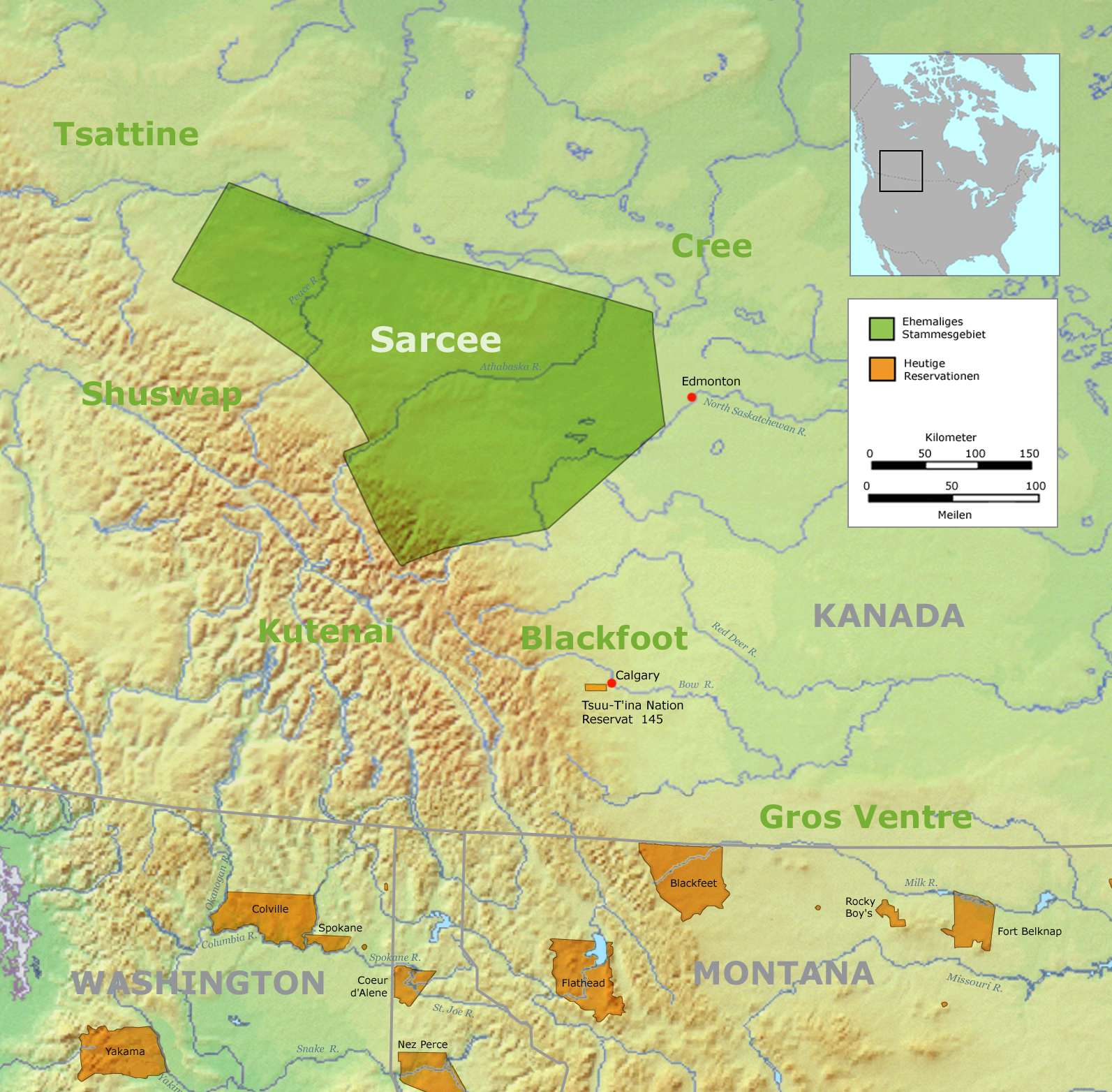
Territoire des Tsuu T'ina

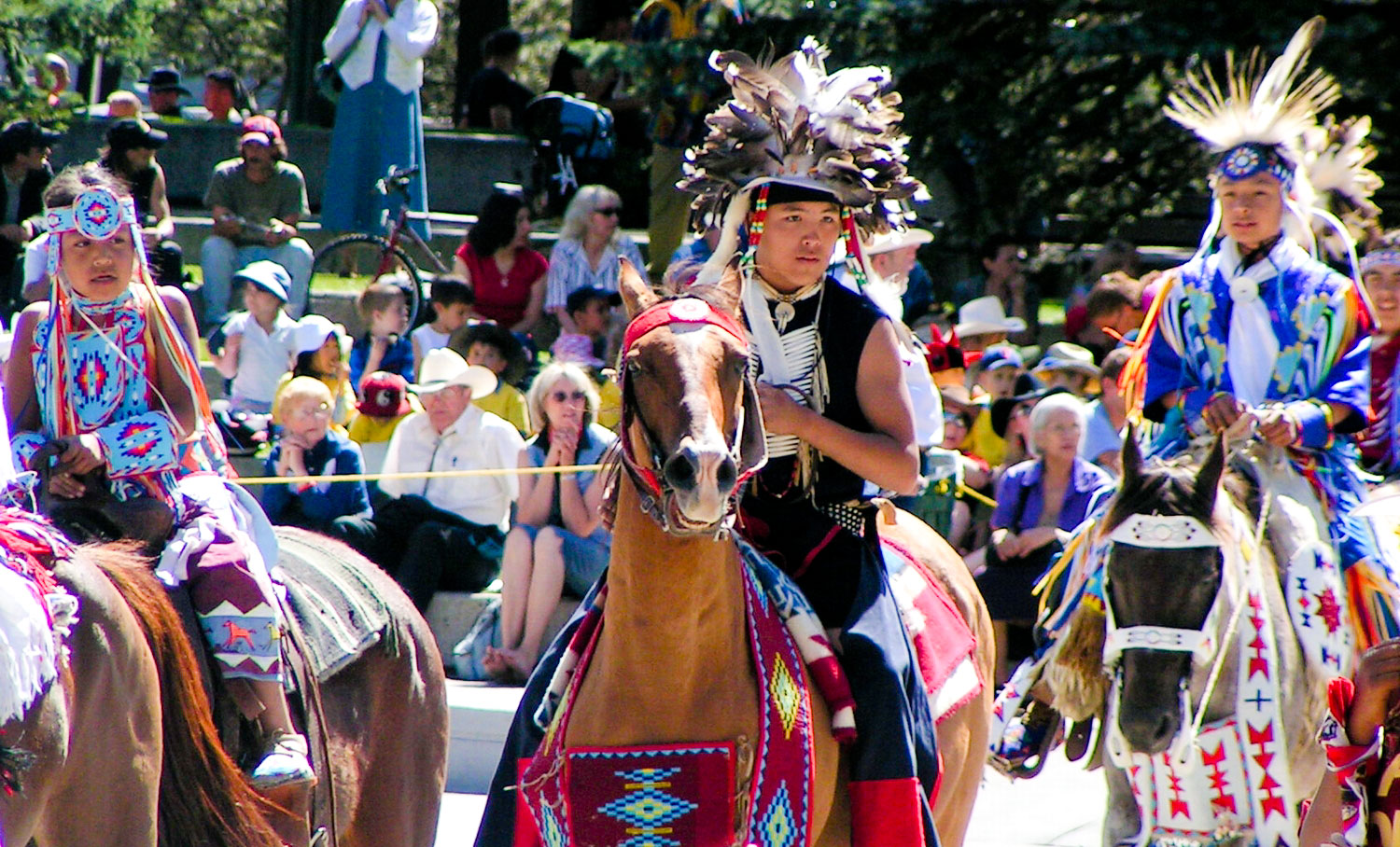
Enfants Tsuu T'ina, défilant en costume traditionnel à la parade inaugurale de la Calgary Stampede de 2005.

Les Tsuut’ina, autrefois nommés Sarsi ou Sarcee, sont une des Premières nations amérindiennes du Canada. Ils parlent le sarsi et vivent désormais dans la réserve indienne Tsuut'ina 145 en Alberta. Ils font partie de la Confédération des Pieds-Noirs.
Un musée de Calgary est consacré aux Tsuu T'ina et à leur culture.